# Berthe Hoola van Nooten
Berthe Hoola van Nooten (née Bartha Hendrica Philippina van Dolder le 12 octobre 1817 à Utrecht et décédée le 12 avril 1892 à Tanah Abang) est une artiste botanique néerlandaise, connue pour ses planches botaniques illustrant « Fleurs, Fruits et Feuillages Choisis de l'Ile de Java » en 1863/1864. L'abréviation standard d'auteur Hoola van Nooten est utilisée pour indiquer cette personne comme auteur lors de la citation d'un nom botanique.

## Biographie
Berthe est la fille de Johannes Wilhelmus van Dolder, un vicaire, et de sa femme Philippina Maria Batenburg. Le 11 juillet 1838 à Wageningue, elle épouse Dirk Hoola van Nooten, un juge de Paramaribo. Intéressée par la botanique, elle envoie régulièrement des spécimens de plantes cultivées aux jardins botaniques des Pays-Bas, collectés lors de voyages au Suriname avec son mari. Elle et son mari s'installent plus tard à La Nouvelle-Orléans où ils fondent une école protestante pour filles liée à l'Église épiscopale protestante. Une tragédie personnelle la frappe avec la mort de son mari de la fièvre jaune en 1847, la laissant avec une jeune famille de cinq personnes. Elle est jugée compétente par l'église et autorisée à continuer l'école. Après un séjour en Europe, l'école de La Nouvelle-Orléans est rétablie à Plaquemine, en Louisiane, en 1850. Elle s'installe ensuite à Galveston. En janvier 1854, The Galveston News rapporte que le Mrs. van Nooten's Young Ladies Institute, pour lequel elle achète une « grande et belle résidence », est opérationnel. Cependant, en octobre et novembre 1855, le même journal publie plusieurs injonctions judiciaires ordonnant à Hoola van Nooten, qui a fait valoir qu'elle n'est pas résidente du Texas, de comparaître devant le juge de paix pour répondre aux créanciers. Elle se rend ensuite sur l'île de Java avec son frère, un commerçant très prospère dans le commerce du sucre, des machines et de l'assurance-vie. Une fois arrivée à Java, elle demande une subvention gouvernementale pour créer une école protestante pour filles afin de contrer l'influence des séminaires catholiques romains.
Hoola van Nooten s'intéresse également à la flore indigène de Java et donne des cours de dessin, où elle se lie d'amitié avec l'illustrateur botanique javanais, Radhen Salikin, qui connait bien la flore locale. Elle produit 40 planches représentant des espèces végétales intéressantes de Java, suivant les précédents établis par Anna Maria Sibylla Merian et Elizabeth Blackwell. Les dessins constituent l'ouvrage illustré Fleurs, Fruits et Feuillages, choisis de l'île Java : peints d'après nature. Les illustrations sont accompagnées de descriptions en français et en anglais, décrivant l'histoire et les utilisations de la plante. L'ouvrage est publié à Bruxelles en 1863 et est dédié à Sophie de Wurtemberg, épouse du roi Guillaume III, dont elle a acquis le patronage.

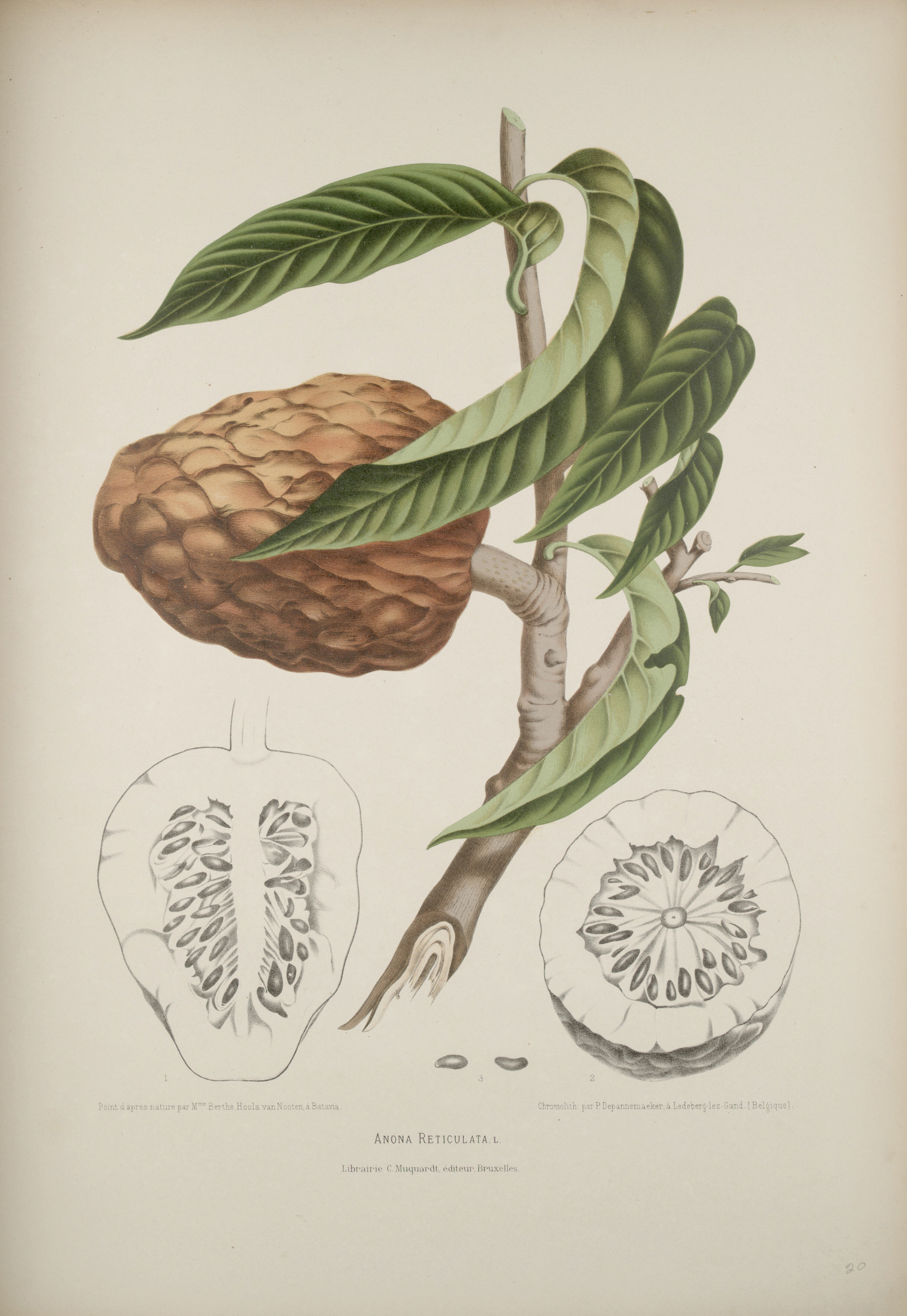
Annona reticulata — Pomme cannelle.

Les chromolithographies bien exécutées ont été réalisées par Pieter De Pannemaeker, le lithographe belge opérant à Ledeberg à Gand.

« Van Nooten était manifestement une artiste plus que compétente, car les splendides plantes tropicales, avec leur feuillage luxuriant, leurs fleurs aux couleurs vives et leurs fruits exotiques, ont été représentées avec une grande habileté. Elle a réussi à accentuer la splendeur de chaque espèce en adoptant un style qui associe une grande précision et une grande clarté à une touche d'exubérance néo-baroque, se délectant des formes et des couleurs riches des tropiques. L'œil du lecteur est immédiatement captivé par les feuilles sombres, représentées enroulées, froissées ou en partie grignotées par les insectes, les détails délicatement rendus des follicules et des graines, et les lourdes grappes de fleurs qui tombent en cascade sur la page. L'excellente reproduction des dessins de l'artiste sous forme de chromolithographies confère une qualité tactile à ces images saisissantes. »

— Lucia Tongiorgi Tomasi, An Oak Spring Flora
En 1872, Hoola van Nooten rencontre Alexeï Alexandrovitch, fils du tsar Alexandre II de Russie, qui est en visite à Batavia pour des affaires diplomatiques. Hoola van Noten lui offre un exemplaire de Fleurs, Fruits et Feuillages et reçoit en échange un bracelet.
Bien que le livre ait été publié dans un certain nombre d'éditions, Hoola van Nooten est décédé dans la pauvreté à Tanah Abang à l'âge de 74 ans. Le nom de famille Hoola van Nooten est aujourd'hui respecté aux Pays-Bas et est répertorié dans le Nederland's Patriciaat, un registre des familles néerlandaises qui ont joué un rôle important dans la société néerlandaise au cours des 150 dernières années.